# Archive.today
archive.today (ранее archive.is) — бесплатный сервис по архивированию веб-страниц, запущенный в 2012 году одноимённой некоммерческой организацией. Archive.today сохраняет содержание страниц, включая изображения, однако не поддерживает динамический контент. В отличие от портала Wayback Machine (WB) archive.today архивирует страницы по запросу пользователей и не использует поисковых роботов.

## Принцип работы
Сервис archive.is был создан одноимённой некоммерческой организацией в мае 2012 года. Спустя три года после создания, в мае 2015-го, портал изменил название на archive.today. На 2021-й все дата-центры расположены в странах Европейского союза, а финансирование осуществляется за счёт частных спонсоров.
В отличие от аналогичного проекта Wayback Machine, использующего поисковых роботов для сканирования и архивирования интернета, archive.today сохраняет веб-страницы только по запросу пользователей. При отправке URL через специальную строку на сайте сервис автоматически архивирует содержимое HTML-страницы, включая растровые изображения и другие материалы, сохраняя CSS-стили и отдельные скрипты JavaScript. Аудио и видеофайлы, pdf, RSS и другие форматы XML сохраняются. После этого портал размещает в открытом доступе функциональную копию веб-страницы и снимок экрана, представляющий статичную визуализацию страницы в формате PNG.
Archive.today не сохраняет страницы, для доступа к которым требуется аутентификация, однако игнорирует стандарт исключений для роботов и за счёт этого имеет доступ ко многим «закрытым» сайтам. Размер заархивированной страницы со всеми изображениями не должен превышать 50 МБ. Все данные хранятся в формате HDFS.
С 2013 года archive.today включён в агрегаторы Memento Project, поддерживаемого Лос-Аламосской национальной лабораторией и Университет Олд Доминион.
Создатели archive.today запустили специальное расширение браузера Mozilla Firefox, которое автоматически сохраняет и выкладывает в общий доступ копии каждой веб-страницы, добавляемой пользователем в закладки.

## Использование
Сервис использовали такие хактивисты, как Джулиан Ассанж и Сирийская электронная армия, для архивирования ранее выложенных в интернет документов, используемых в качестве доказательств коррупции и военных преступлений.
В отдельных случаях активисты архивируют с помощью archive.today материалы тех веб-сайтов, против которых они выступают, таким образом препятствуя получению ими прибыли от просмотров рекламы. Например, в 2014 году сторонники Геймергейта часто использовали archive.today для распространения страниц новостных порталов Kotaku, IGN и Motherboard — по данным Alexa Internet, в этот период 13 % трафика портала поступало с треда Геймергейта на Reddit.
Портал не несёт юридической ответственности за архивируемые пользователями материалы, однако при появлении жалоб на незаконный контент создатели сотрудничают с правоохранительными органами для его удаления.

## Блокировки
В январе 2016 года Федеральная служба Российской Федерации по контролю за оборотом наркотиков заблокировала сервис, предположительно, за сохранение памятки по посещению Крыма, согласно которой туристы должны спрашивать разрешение на посещение у украинских властей.
В 2019 году портал archive.today был заблокирован в Австралии за архивацию страницы, содержащей видео стрельбы в новозеландских мечетях Крайстчерча.
В 2019 году зеркало archive.today было заблокировано на Фарерских островах. На 2021 год портал заблокирован в Казахстане, Китае, Иране, Финляндии за хранение запрещённых материалов.
Глобальные блокировки
OpenDNS блокирует сайт, считая его разновидностью прокси-анонимайзера.
В феврале 2016 доменный регистратор OnlineNIC заблокировал старый домен сайта «archive.today», последние месяцы перенаправлявший на «archive.is».